# Яловичорські гори

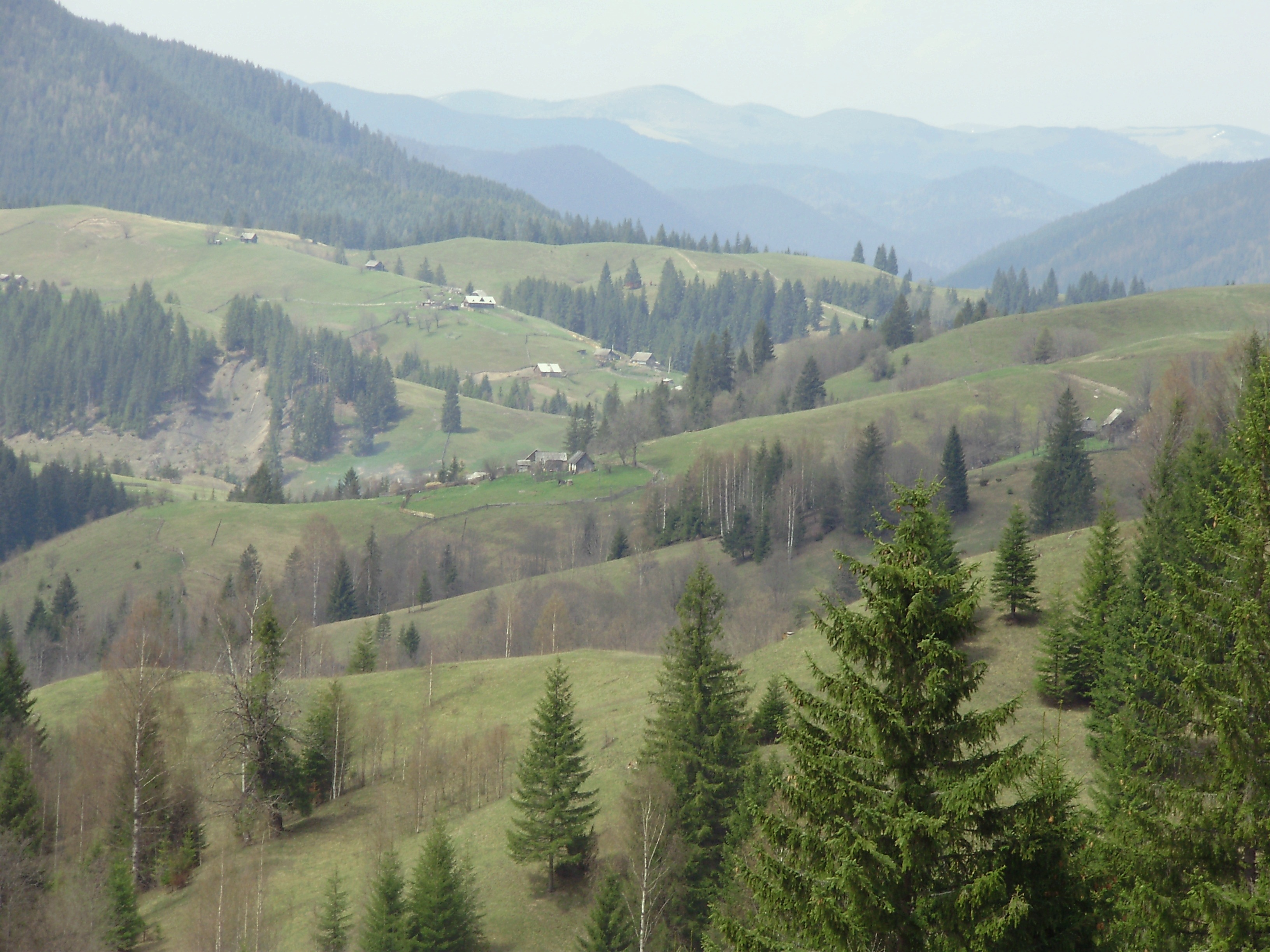
Краєвид у Яловичорських горах

Яловичо́рські го́ри (інша назва — Гори Яловичори) — гірський масив в Українських Карпатах. Розташований у південній частині Вижницького району Чернівецької області.
Довжина масиву (з півночі на південь) — приблизно 30 км. Із заходу обмежений долиною річок Білий Черемош і Перкалаб, з південного сходу — долиною Сучави, з північного сходу — Верховинсько-Путильським низькогір'ям (зокрема долиною річки Путили). Яловичорські гори на півдні межують з Мармароським масивом і відділені від нього українсько-румунським кордоном.
Яловичорський масив складається з численних хребтів, найбільший з яких Яровиця (найвищий у Буковинських Карпатах). До масиву також відносять хребет Чорний Діл (хоча деякі географи вважають його частиною Мармароського масиву, і зокрема Чивчинських гір). Хребти простягаються здебільшого з північного заходу на південний схід і розчленовані річками: Сарата, Яловичора, Лопушна та їхніми притоками. Є кілька перевалів: Джогіль, Семенчук.
Масив складається з порід черемоської світи, які місцями виходять на поверхню у вигляді оголених стрімких скель та брил. Більшість пригребеневої частини головних хребтів та їхніх відногів представлена досить розлогими полонинами. Підніжжя хребтів вкриті ялиновими та смерековими лісами.
Яловичорські гори заселені слабо та порівняно ізольовані від популярних туристичних маршрутів. Тому тут збереглось багато автентичних природо-географічних комплексів.

## Деякі хребти
- Яровець
- Путилли
- Максимець
- Випчини
- Лосова
- Томнатикул
- Чорний Діл

## Деякі вершини
- Яровиця (1574,4 м)
- Томнатик (1565,3 м)
- Чорний Діл
- Максимець (1345 м)
- Лосова (1428,2 м)

## Заповідні території та пам'ятки природи
- Черемоський національний природний парк
- Молочнобратський карстовий масив
- Чорний Діл (заказник)
- Боргиня (заказник)
- Гірське Око
- Жупани (пам'ятка природи)

## Про назву масиву
Донедавна цю частину Українських Карпат називали по-різному і не завжди правильно: гори Путили, Яровиця, південна частина Покутсько-Буковинських Карпат або просто від назви того чи іншого хребта (наприклад, Лосова). Запропонована географами назва Яловичорські гори пов'язана з назвою річки Яловичори, яка розсікає центральну найвищу частину гірського масиву, і тутешніми населеними пунктами — Нижній та Верхній Яловець (місцева назва — Яловичори).